# 小行星11299
小行星11299（11299 Annafreud）是一颗绕太阳运转的小行星，为主小行星带小行星。该小行星于1992年9月22日发现。

## 轨道参数
小行星11299的轨道半长轴为2.7368570 UA，离心率为0.046。
1. ↑  . NASA.   [2023-04-01]. （原始内容存档于2023-04-10）.
2. 1 2 3  . ssd.jpl.nasa.gov.   [2024-10-25]. （原始内容存档于2023-01-19）.